# Attentat du Düsseldorf
L'attentat du remorqueur Düsseldorf a lieu dans le port de Dieppe (France), le 23 août 1940. C'est un des premiers attentats en France commis contre l'occupant allemand pendant la Seconde Guerre mondiale.
Pendant un exercice de la Wehrmacht, deux jeunes marins, le capitaine belge Joseph Godu et le mécanicien français Jean de Ruyck, font exploser leur remorqueur alors que des soldats allemands se trouvent dessus. L'explosion fait 38 morts, dont les deux jeunes marins.

## Déroulement
Pendant l'été 1940, le Neustrie, remorqueur du capitaine Joseph Godu, jeune Belge de 23 ans qui a perdu son père dans un bombardement allemand, et du mécanicien français Jean de Ruyck, 32 ans, est réquisitionné par l'armée allemande dans le cadre de préparatifs militaires. Ces derniers le rebaptisent Düsseldorf. 
Les deux hommes décident de passer à l'action. Le 23 août, Joseph Godu déclare à une tenancière du Café Dieppois où il a l'habitude d'aller : « aujourd'hui c'est le grand jour ! », puis il lui laisse sa casquette, ses papiers et sa monnaie en ajoutant : « je n’en ai plus besoin. Achetez des fleurs, vous irez les jeter au bassin tout à l’heure ».
Quelques minutes plus tard, Godu et De Ruyck sont à bord de leur remorqueur qui embarque trente-six militaires allemands. Alors que le remorqueur traverse le chenal maritime et passe en contrebas de la chapelle Notre-Dame-de-Bon-Secours, Godu le fait exploser, tuant les 38 personnes à bord.
Les Allemands camouflent l'attaque en déclarant que le navire a sauté sur une mine marine. Or, aucune mine ne fut jamais signalée dans le port, ni avant, ni après cet événement. Les Archives maritimes de Dieppe le classent comme « incident maritime, explosion accidentelle ».

## Redécouverte et hommages
L'incident tombe dans l'oubli jusque dans les années 1960. À cette époque, Henri Dubois, ancien marin du Neustrie, revient à Dieppe après des années d'exil au Havre, et y tient le Café Suisse, sur le port. C'est là qu'il rencontre l'historien local Claude Féron et lui explique comment, le jour fatidique, il embarqua sur le navire avec les autres mais refusa de rester à bord.
Les efforts de documentation conjoints des deux hommes aboutissent à l'inauguration d'une plaque commémorative le 8 mai 1978 sur un bâtiment des ponts et chaussées situé en bordure du chenal, en présence de la veuve de Joseph Godu et du maire Irénée Bourgois. Cette plaque est déplacée à même le sol après la démolition du petit édifice dans les années 1990. Depuis 2003, une nouvelle stèle rend hommage aux deux marins. Une cérémonie annuelle continue à s'y tenir chaque 23 août.